# Анна Катерина Констанція Ваза
Анна Катерина Констанція Ваза (пол. Anna Katarzyna Konstancja Waza; 7 серпня 1619, Варшава — 8 жовтня 1651, Кельн) — польська принцеса, дочка короля Сигізмунда III і Констанції Австрійської.

## Біографія
Після смерті її матері у 1631 році і батька у 1632 році, парламент, щоб забезпечити принцесі належне виховання, дарував їй Бродницькі, Голубскі і Тухольські повіти, які раніше належали її матері; вона заволоділа ними тільки по досягненню повноліття в 1638 році.
З 1637 року передбачалося шлюб між Анною Катериною Констанцією та Фердинандом Карлом Австрійським, спадкоємцем Тіролю і племінником Фердинанда II, імператора Священної Римської імперії. Попри домовленості в 1639 і 1642 роках, шлюб так і не відбувся через вік Карла Фердинанда і розбіжностей з приводу посагу.
Також кандидатами на руку принцеси були курфюрст Бранденбургу Фредерік Вільгельм і Гастон Орлеанський (брат короля Франції Людовика XIII), але зрештою Анна Катерина Констанція стала дружиною курфюрста Пфальца Філіпа Вільгельма. Весілля відбулося в Варшаві 8 червня 1642 року. У неї був великий посаг у вигляді дорогоцінних каменів і грошей, в цілому вартістю 2 мільйони талерів. 18 липня 1645 року вона народила свою єдину дитину, сина, який помер в той же день.